# Bershawn Jackson
Bershawn Jackson, född 8 maj, 1983 i Miami, Florida är en amerikansk friidrottare som tävlar i häcklöpning. 
Han vann 400 meter häck vid VM i friidrott 2005. Tidigare har han tagit medalj på samma sträcka vid junior-OS 2001 (guld), junior-VM 2002, amerikanska juniormästerskapen 2002, amerikanska mästerskapen 2003. Han var även med i det vinnande amerikanska stafettlaget vid junior-VM 2001.
Vid VM 2007 ramlade Jackson på sista häcken i semifinalen och missade därmed möjligheten att kunna försvara sitt VM-guld. Han deltog även vid Olympiska sommarspelen 2008 där han slutade på tredje plats. 
Vid VM 2009 i Berlin slutade Jackson på tredje plats på tiden 48,23. Han ingick även i USA:s stafettlag på 4 x 400 meter som vann guld. 

## Personliga rekord
- 400 meter häck - 47,30